# Santuario della Madonna degli Angeli (Aulla)
Il santuario della Madonna degli Angeli è un edificio sacro che si trova nel comune di Aulla vicino ad Aulla.
Nel Medioevo nella zona sorgeva un ospitale di grande importanza nella viabilità romea. Successivamente sopravvisse come oratorio finché fu demolito, venendo poi ricostruito nel 1664 sui resti di una Maestà fatta erigere "per grazia ricevuta" da un influente viaggiatore assalito dai briganti e salvato miracolosamente dalla Vergine. Oggi l'oratorio è meta di pellegrinaggi, legati a una maestà completamente ricoperta di coccarde rosa e azzurre posta sulla sottostante statale della Cisa e riconosciuta dalla gente come protettrice dei neonati.